# Маролче
Маролче (словен. Marolče) — поселення в общині Рибниця, регіон Південно-Східна Словенія, Словенія.